# John Rechy
John Rechy (10 de Março de 1934) é um escritor norte-americano, que aborda regularmente temas homossexuais nas suas obras, como em City of Night.

## Obras

### Romances
- City of Night (Grove Press, 1963)
- Numbers (Grove Press, 1967)
- This Day's Death (Grove Press, 1969)
- The Vampires (Grove Press, 1971)
- The Fourth Angel (Viking, 1972)
- Rushes (Grove Press, 1979)
- Bodies and Souls (Carroll & Graf, 1983)
- Marilyn's Daughter (Carroll & Graf, 1988)
- The Miraculous Day of Amalia Gomez (Arcade, 1991)
- Our Lady of Babylon (Arcade, 1996)
- The Coming of the Night (Grove Press, 1999)
- The Life and Adventures of Lyle Clemens (Grove Press, 2003)

### Não Ficção
- The Sexual Outlaw (Grove Press, 1977)
- Beneath the Skin (Carroll & Graf, 2004)
- About My Life and the Kept Woman (Grove Press, 2008) (memórias)
- Referências